# Lennart Sandfjord

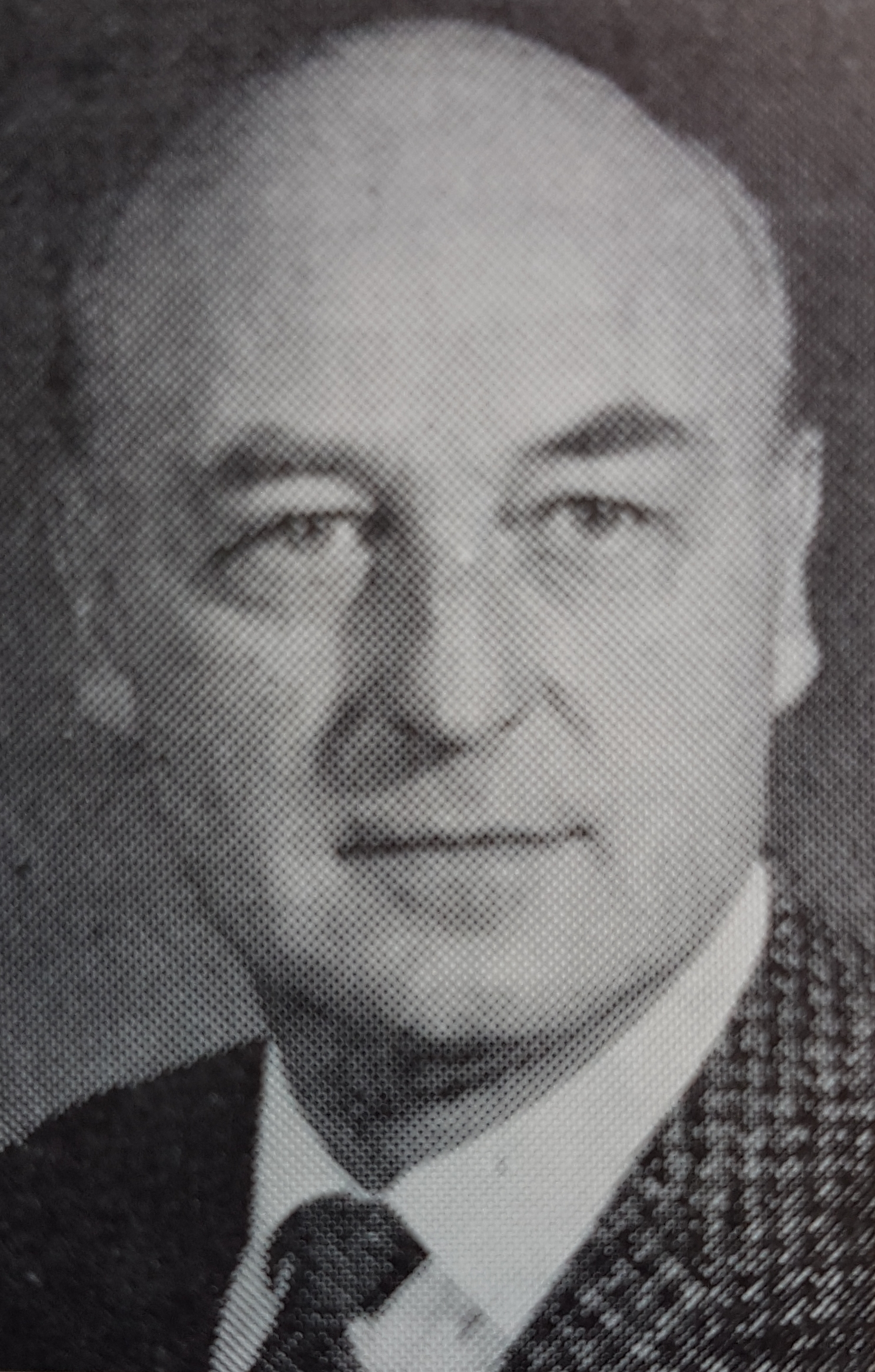

Magnus Lennart Sandfjord ursprungligen Andersson, född 13 mars 1916 i Östra Vingåkers församling, Södermanlands län, död 10 juni 1999 i Nävertorps församling, Södermanlands län, var en svensk målare och reklamtecknare.
Han var son till reparatören Carl Magnus Andersson och Hildegard Lucia Amalia Svensson och från 1944 gift med Nanny Viktoria Andersson. Sandfjord var huvudsakligen autodidakt men studerade en tid vid NKI-skolan 1937–1942 och bedrev självstudier under resor till bland annat Danmark, Tyskland, Frankrike och Nederländerna. Separat debuterade han med en utställning i Västerås 1931 och ställde därefter ut separat ett flertal gånger på olika platser i landet. Tillsammans med Arne Hellborg och Calle Jonzon ställde han ut i Katrineholm 1953. Han medverkade i vandringsutställningen Sörmländska målare. Hans konst består av stilleben, kustmotiv och landskapsmålningar. Som illustratör illustrerade han ett flertal bokomslag samt bidrog med teckningar till olika tidningar i Östergötland.